# Törpe-hengercincér
A törpe-hengercincér (Obrium brunneum) a cincérfélék családjába tartozó, Európában honos, fenyvesekben élő bogárfaj. 

## Megjelenése
A törpe-hengercincér testhossza 4-7 mm. Testalkata karcsú, megnyúlt. Az előtor nagyjából téglalap alakú, de hátsó pereme kissé keskenyebb, oldalából egy-egy nagyobb bütyök áll ki; a szárnyfedők oldalvonalai kb. harmadukig párhuzamosak, majd kiszélesednek. Színe egyöntetű vörösessárga vagy barnásvörös. Homloka a szemek között széles és lapos, a homlok hosszanti barázdája rövid és csak elöl fejlett, szemei erősen domborúak. Az előtor sűrűn és jól láthatóan pontozott. Szárnyfedői elöl durvábban pontozottak, mint az előtoron; vége felé fokozatosan finomodik a pontozás és a vége előtt simává válik. A pontok közterecskéi fényesek, szőrözete szórt és rövid. A mellvég oldallemezei simák, fényesek, nem pontozottak és nem szőrösek. 

## Elterjedése és életmódja
Eurázsiában honos, a Pireneusoktól a Kaukázusig. Magyarországon ritka, többek között Budapest, Siófok, Zirc, Sopron, Magyaróvár környékén, illetve a Börzsönyben és a Zemplénben ismertek állományai.
A hegy- és dombvidékek fenyveseiben él. Lárvája különböző fenyőfélék (jegenyefenyő, luc, erdeifenyő, vörösfenyő) vékony, elhaló ágaiban él a kéreg alatt. Egy vagy két évig fejlődik, majd a fába rágott sekély bábkamrában bebábozódik. Az imágó májustól augusztusig rajzik, június második felében a leggyakoribb; főleg az erdőszélek, tisztások virágzó cserjéin (legyezőfű, gyöngyvessző, ernyősök) tartózkodik. 

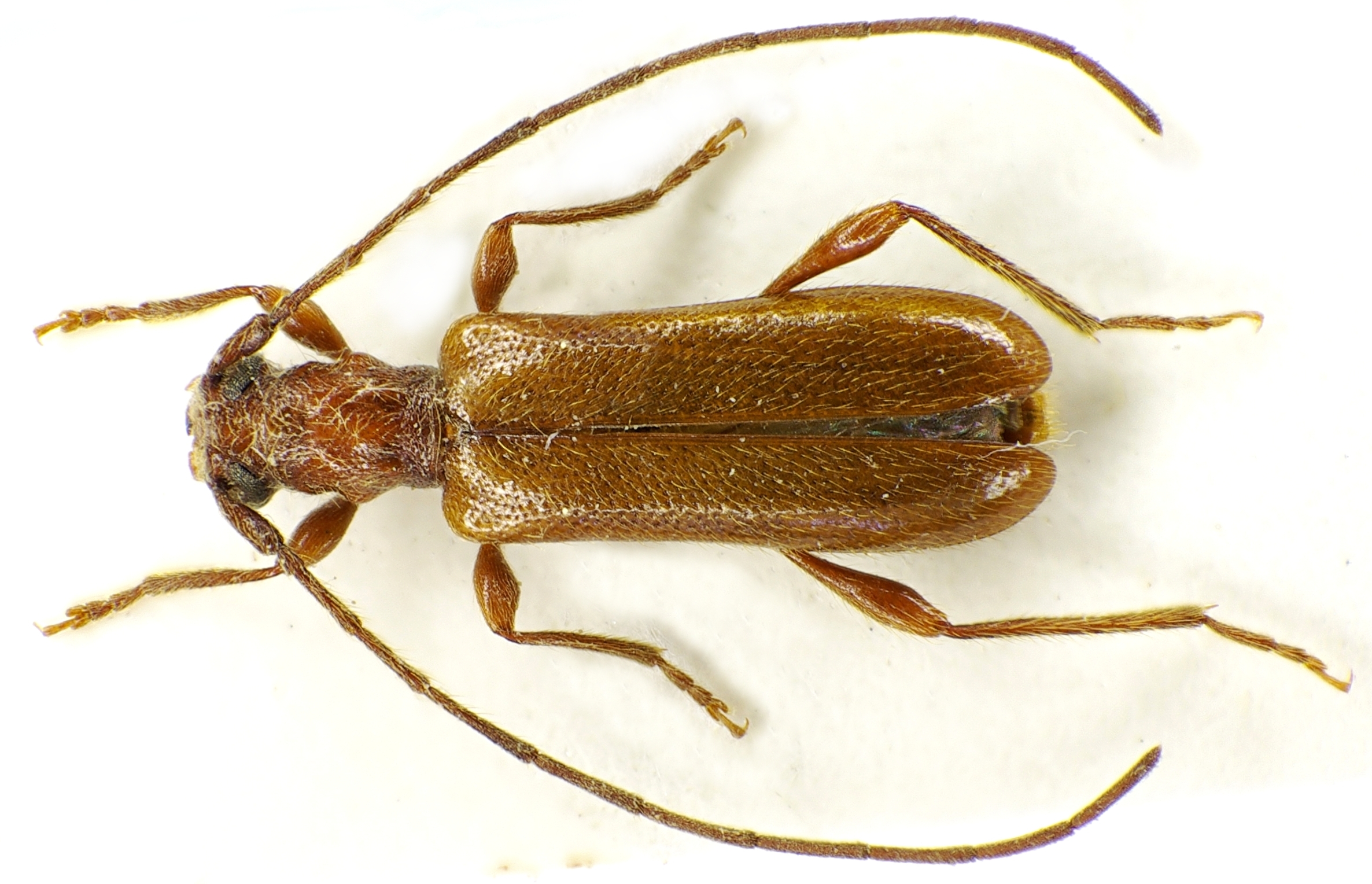
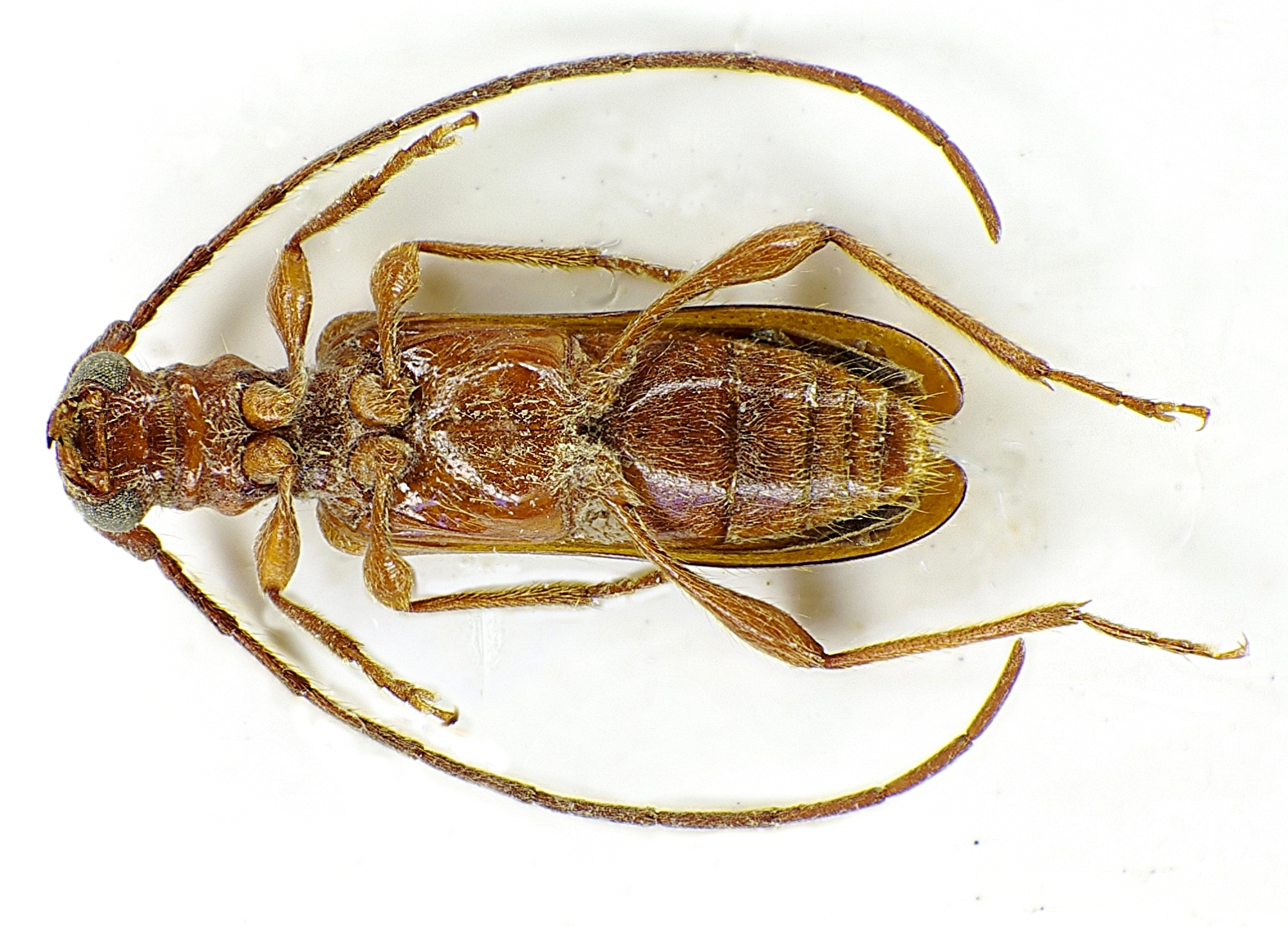
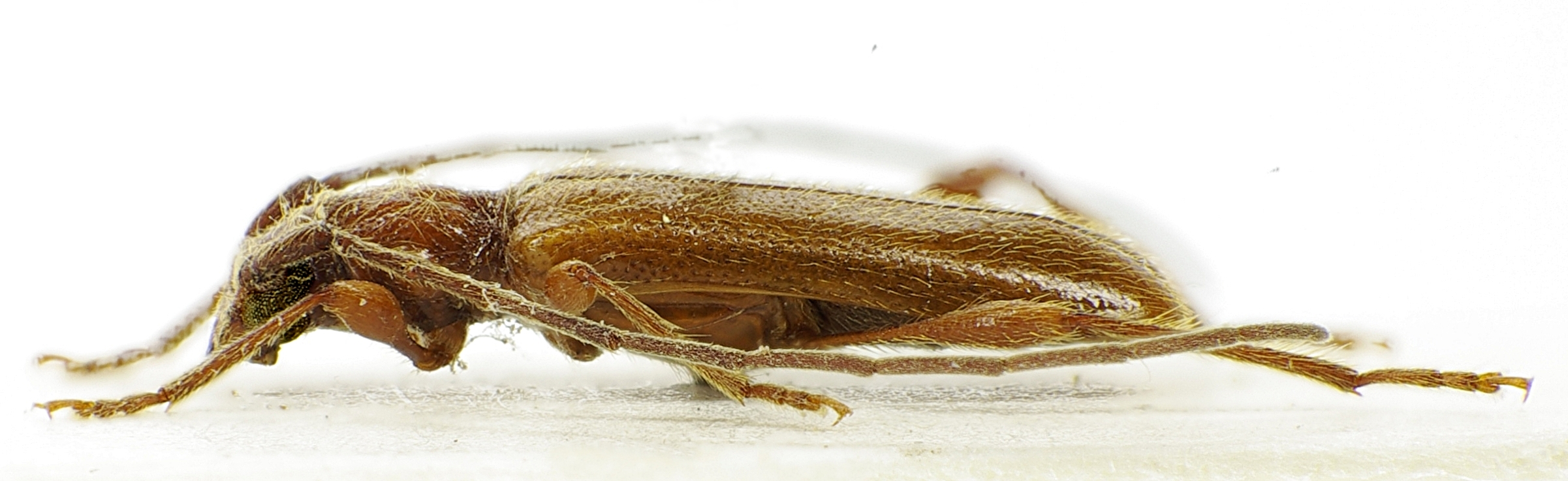
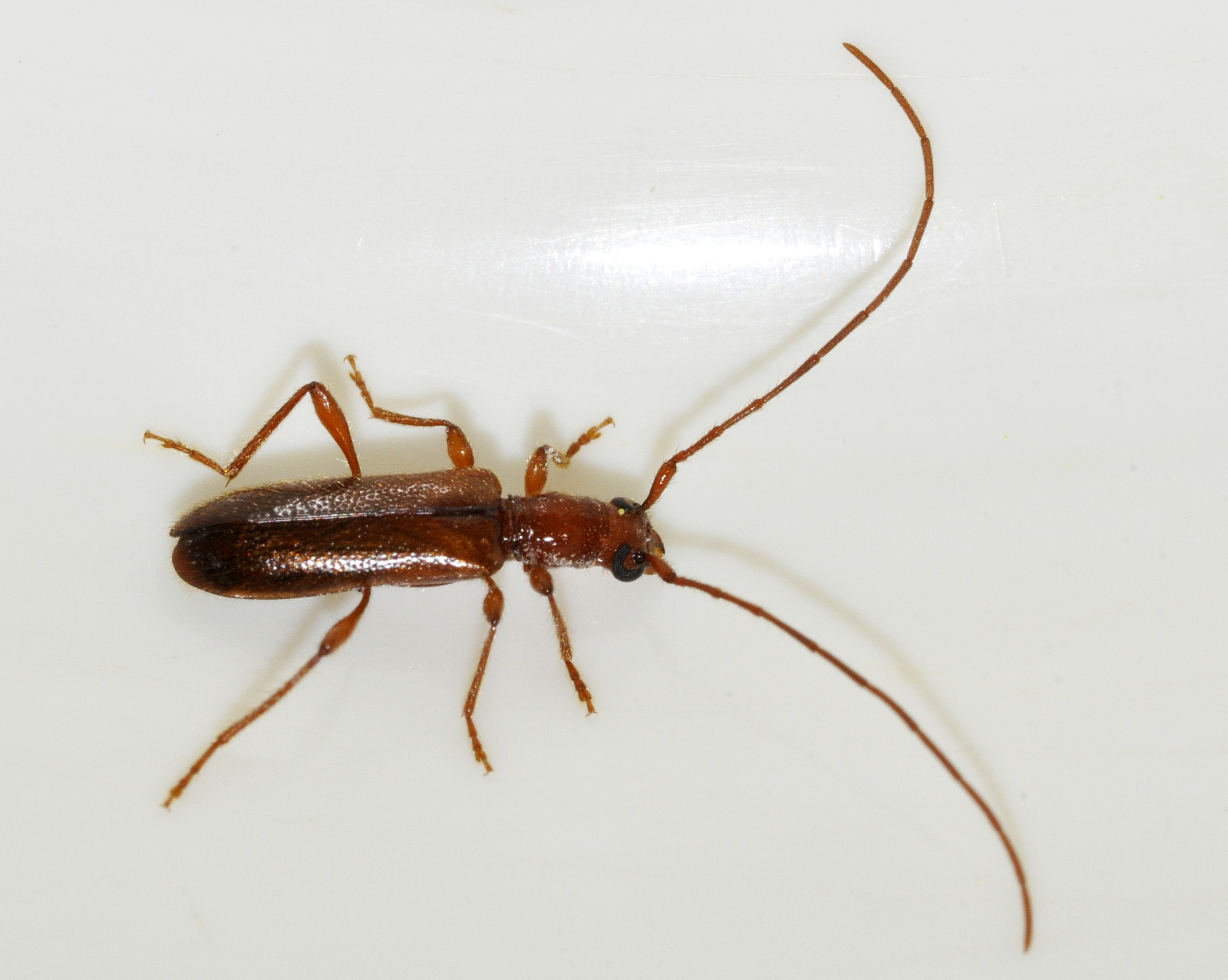
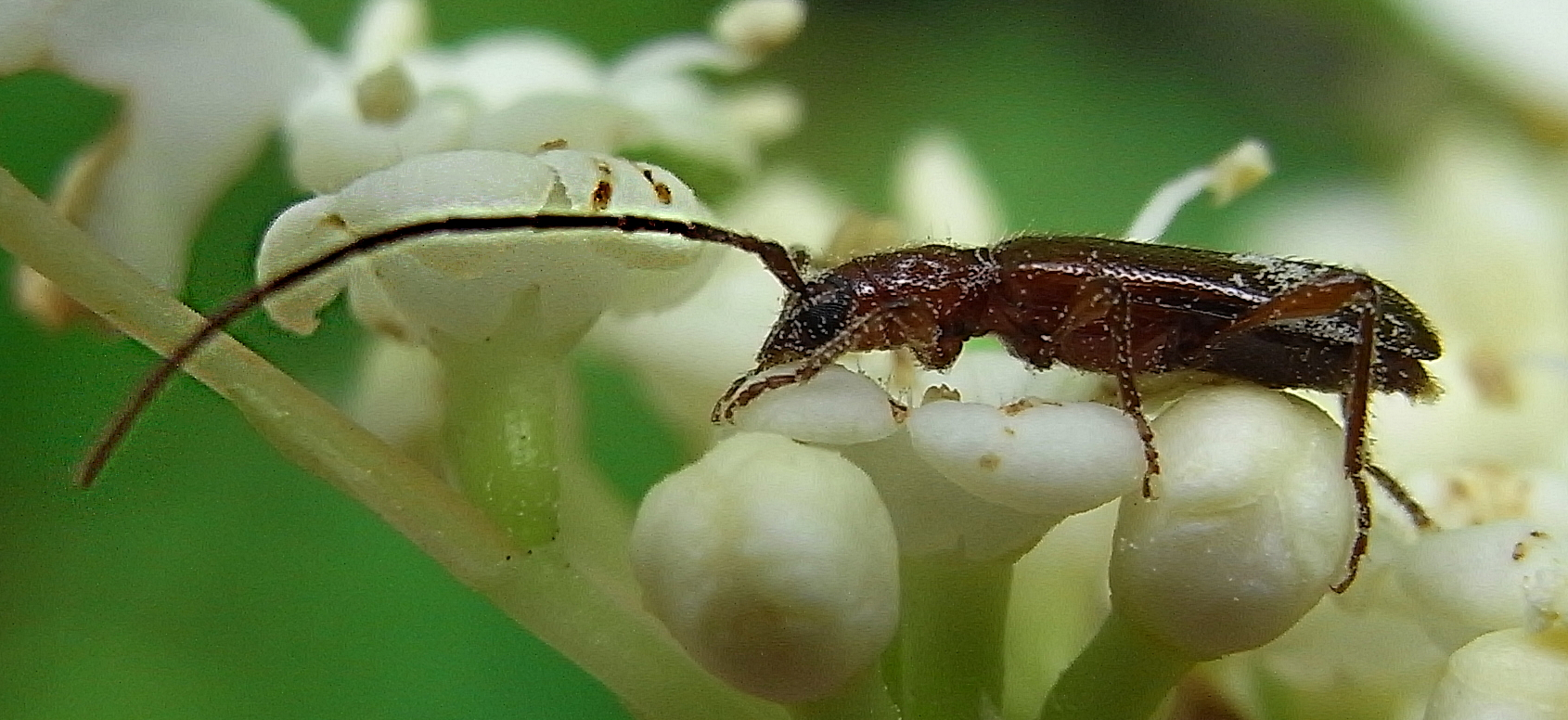

Magyarországon nem védett.